# Townostilpnus
Townostilpnus är ett släkte av steklar. Townostilpnus ingår i familjen brokparasitsteklar.
Kladogram enligt Catalogue of Life:
| Townostilpnus | \| \| Townostilpnus chagrinator \| \| \| \| \| \| Townostilpnus rufinator \| \| \| \| |
|               | \| \| Townostilpnus chagrinator \| \| \| \| \| \| Townostilpnus rufinator \| \| \| \| |
|               | Townostilpnus chagrinator                                                             |
|               |                                                                                       |
|               | Townostilpnus rufinator                                                               |
|               |                                                                                       |